# 新米科拉伊夫斯凱 (五一城區)
47°47′26″N 30°29′54″E / 47.79056°N 30.49833°E
新米科拉伊夫斯凯（烏克蘭語：Новомиколаївське），是烏克蘭南部尼古拉耶夫州五一城區弗拉迪伊夫卡市镇内的村落。始建於1920年，面積0.5平方公里，海拔高度162米，2001年人口241，人口密度每平方公里482人。